# أمريكا المفتوحة 1982 (كرة مضرب)
قائمة بالأبطال في بطولة 1982 أمريكا المفتوحة:

## الكبار

### فردي رجال
جيمي كونرز هزم  إيفان ليندل, 6-3, 6-2, 4-6, 6-4

### فردي سيدات
كريس إيفرت للويد هزم  هانا ماندليكوفا, 6-3, 6-1